# 361

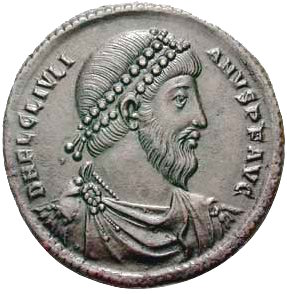
Keizer Julianus Apostata

Het jaar 361 is het 61e jaar in de 4e eeuw volgens de christelijke jaartelling.

## Gebeurtenissen

### Europa
- De Alemannen plunderen Augusta Vindelicorum (huidige Augsburg) en veroveren de stad.

### Klein-Azië
- 3 november - Keizer Constantius II overlijdt onderweg in Cilicië aan een hevige koorts. Op zijn sterfbed benoemt hij zijn neef Julianus Apostata tot legitieme troonopvolger.
- Gregorius van Nazianze wordt in Cappadocië door zijn 85-jarige vader Gregorius van Nazianzos de Oude als priester aangesteld om te helpen bij de zielzorg in zijn bisdom.
- 11 december - Julianus houdt een intocht in Constantinopel en wordt erkend als alleenheerser over het Romeinse Rijk. Hij probeert de Romeinse religie in ere te herstellen.

### China
- Periode van de Zestien Koninkrijken: De 20-jarige Jin Aidi (r. 361-365) volgt Jin Mudi op als keizer van het Chinese Keizerrijk. Hij is gefascineerd door onsterfelijkheid.

## Geboren
- Mesrop Masjtots, Armeens theoloog, ontwerper van het Armeens alfabet (waarschijnlijke datum)

## Overleden
- 3 november - Constantius II (44), keizer van het Romeinse Rijk
- Domitius van Phrygië, christelijke heilige en martelaar
- Wang Xizhi (58), Chinese kalligraaf